# 维尔默斯多夫
维尔默斯多夫（德語：Wilmersdorf，德語發音：[ˈvɪlmɐsdɔʁf] ⓘ）是德國柏林夏洛滕堡-维尔默斯多夫区的一個下属區，位於柏林市中心的西南部。维尔默斯多夫原为柏林的一个区，2001年柏林行政區劃改革之後，维尔默斯多夫与夏洛滕堡合并为夏洛滕堡-维尔默斯多夫區。魏瑪共和國時期，维尔默斯多夫是熱門的藝術家和知識分子住宅區。
知名的歌德中學位於此區。